# Léonor d’Orléans-Longueville

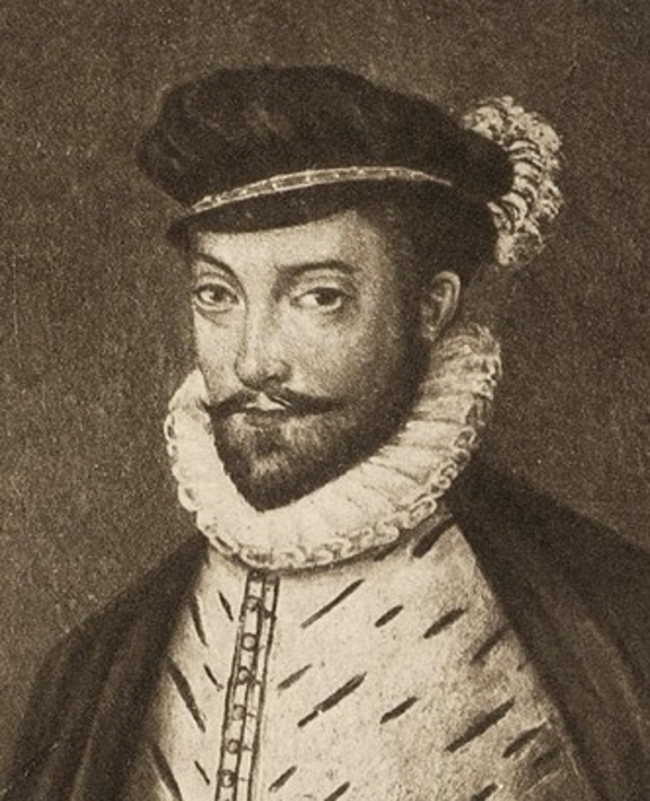
Léonor d’Orléans-Longueville

Léonor d’Orléans (* 1540; † 7. August 1573 in Blois) war ein französischer Adliger aus der Bastardlinie Orléans-Longueville der Valois. Er war 6. Duc de Longueville, 5. souveräner Graf von Neuenburg, Prince de Châtelaillon, Markgraf von Rötteln, 9. Comte de Dunois, Comte de Saint-Pol, Comte de Tancarville, Comte de Montgommery, Vicomte d’Abbeville, Vicomte de Melun, Duc d’Estouteville (1563), Comte de Valangin (1572), Pair de France, Großkammerherr von Frankreich, Prinz von Geblüt, Connétable und Grand Chambellan der Normandie, Gouverneur der Picardie sowie einer der Kommandeure in den Hugenottenkriegen.

## Leben
Léonor d’Orléans war der Sohn von François d’Orléans-Longueville, Markgraf von Rötteln (Marquis de Rothelin), Prince de Châtelaillon, Vicomte de Melun aus der illegitimen Nebenlinie Orléans-Longueville des französischen Königshauses, und Jacqueline de Rohan. Von seiner Mutter wurde er protestantisch erzogen, konvertierte aber im Alter von 25 Jahren zum Katholizismus. In den Religionskriegen kämpfte er dann in der königlichen Armee.
1551 erbte er von seinem Vetter François III. d’Orléans-Longueville, der ohne Nachkommen gestorben war, neben Longueville und Dunois auch die Grafschaft Neuenburg, die über Johanna von Hachberg, seine Großmutter mütterlicherseits und Ehefrau von Louis I. d’Orléans, 2. Herzog von Longueville, an die Familie gelangt war. Die Erbschaft wurde von Jacques de Savoie-Nemours und Wilhelm dem Schweiger angefochten, als Wilhelm jedoch feststellte, dass die Schweizer ihn nicht in seinem Kampf gegen das Haus Habsburg unterstützen werden, gab er sich mit den burgundischen Lehen des Hauses Chalon-Arlay zufrieden. Léonor schlug Jacques de Savoie vor, die Grafschaft Neuenburg zu teilen, was aber von den neuenburgischen Ständen zurückgewiesen wurde. Die Stadt Bern, die zur Schlichtung aufgefordert worden war, schlug 1557 Léonor als einzigen Erben vor, verbunden mit einer Entschädigung von 6000 Livre und der Übertragung von burgundischem Land im Wert von 2000 Livre an Jacques de Savoie.
Léonor kämpfte in den letzten Italienkriegen und wurde in der Schlacht bei Saint-Quentin (1557) von den Truppen des Kaisers gefangen genommen. 1569 kämpfte er in der Schlacht bei Moncontour. Am 5. April 1571 erhielt er von König Karl IX. den Rang eines Prince du Sang mit dem Recht zur Thronfolge. Er starb am 7. August 1573 in Blois nach der Rückkehr von der Belagerung von La Rochelle und wurde in Châteaudun bestattet.

### Ehe und Nachkommen
Am 2. Juli 1563 heiratete Léonor d’Orléans-Longueville Marie de Bourbon(* 30. Mai 1539; † 7. April 1601), 4. Duchesse d’Estouteville, 4. Comtesse de Saint-Pol et de Chaumont, Tochter von François I. de Bourbon, Duc d’Estouteville, und Adrienne d’Estouteville, Witwe von Jean de Bourbon, Comte de Soissons († 1557), geschieden von François II. de Clèves, Duc de Nevers († 1562). Ihre Kinder sind:
- Charles (* wohl 1564; † wohl 1565)
- Charles (* wohl 1565; † klein)
- Marguerite (* 1566; † 13. September 1615 in Paris), Damoiselle d’Estouteville
- Henri I. (* 1568; X 29. April 1595 bei Amiens), 7. Duc de Longueville 1573, 6. souveräner Graf von Neuenburg, 10. Comte de  Dunois, Pair de France, Gouverneur von Picardie, Großkammerherr von Frankreich; ⚭ Februar 1588 Katerina Gonzaga (* 21. Januar 1568; † 1. Dezember 1629 in Paris), Tochter von Luigi Gonzaga, Herzog von Mantua
- Léonor (* wohl 1569; † klein)
- François (* wohl 1570; † 7. Oktober 1631 auf Schloss Châteauneuf-sur-Loire), Comte de Saint-Pol et de Château-Thierry, Januar 1608 Duc de Fronsac, Pair de France, Gouverneur von Orléans, Tours und Picardie ; ⚭ 5. Februar 1595[2] Anne de Caumont, Marquise de Fronsac (* 19. Juni 1574; † 2. Juni 1642 in Paris[3]), Tochter von Geoffroy de Caumont, Baron de Caumont, und Marguerite de Lustrac, Marquise de Fronsac, Witwe von Henri des Cars, Prince de Carency
- Antoinette (* 1571/72; † 25. April 1618 in Poitiers), 1604 Koadjutorin und 1611 Äbtissin von Fontevrault; ⚭ 6. September 1587 Charles de Gondi, Marquis de Belle-Isle (X 22. Mai 1596)
- Catherine (* wohl 1572[4]; † 29. September 1638 in Paris), Nonne, stiftete 1604 das Kloster der Karmelitinnen vom Vorort Saint-Jacques
- Éléonore (* wohl 1573; † 1639), Dame de Gacé; ⚭ 1596[5] Charles de Goyon de Matignon, Comte de Thorigny (* 1564; † 2. Juni 1648), Sohn von Jacques II. de Goÿon de Matignon, Marschall von Frankreich, und Françoise de Daillon

## Porträt
- Porträt von Léonor d’Orléans (BnF) (online, abgerufen am 26. Februar 2021)